# Charlotte af Mecklenburg-Strelitz
Charlotte af Mecklenburg-Strelitz (født 19. maj 1744 i Mirow i Mecklenburg-Strelitz, død 17. november 1818 i Kew Palace i London) var dronning af Storbritannien og Irland fra 8. september 1761 til 1. januar 1801, og dronning over Forenede Kongerige derefter indtil sin død, som ægtefælle til sin mand, kong George 3. Hun var kurfyrstegemalinde af Hannover, mellem 1761 og 1806, og derefter dronningegemalinde af Hannover fra 1816 til sin død.

## Liv
Hun blev født som tysk prinsesse, datter af Karl af Mecklenburg-Strelitz. Ironisk nok havde kong George. valgt hende blandt flere ægteskabskandidater i håb om at undgå nedarvet sindssygdom. Charlotte var ikke køn, og Londons befolkning hilste hende med tilråbet Pugface! (= Mopsefjæs). Horace Walpole sagde senere som en ros: "Hendes grimheds blomstring er begyndt at visne hen." En gang på en landtur kom kongen til at vælte med køretøjet, så Charlotte brækkede næsen. Det blev omtalt som en forbedring af hendes udseende.
Fysisk klarede Charlotte sine mange svangerskaber godt, men hun led ofte forfærdeligt under fødselsdepressioner. Hendes søn Oktavius døde sandsynligvis af eftervirkninger ved koppevaccination, som var en risikabel. Dronningen blev hårdt angrebet af rosen i ansigtet, som svulmede op og blev purpurrødt. Oprindeligt var hun slank, men i 1807 så opsvulmet, at en hofmand udtalte, at hun så ud, som om hun var gravid med alle sine 15 børn samtidigt. Kongens sindssygdom tog hårdt på hende; hun sørgede for aldrig at være alene med ham, og om aftenen låste hun sin soveværelsesdør, hvad der forværrede kongens opførsel yderligere. 

## Eftermæle
Charlotte blev farmor til dronning Victoria og 3 x tipoldemor til dronning Elizabeth.
Syv byer i USA bærer hendes navn, deriblandt Charlotte, North Carolina, som derfor har tilnavnet Queen City.

## Børn
- kong Georg 4. af Storbritannien (1762-1830)
- Fredrik August (1763-1827)
- kong Vilhelm 4. af Storbritannien (1765-1837)
- Charlotte Augusta (1766-1828) – gift med kong Fredrik I af Württemberg
- Edward, hertug af Kent (1767-1820), far til dronning Victoria
- Augusta Sophia (1768-1840)
- Elisabeth (1770-1840) – gift med Fredrik 6. af Hessen-Homburg (1769-1829)
- Ernst August 1. af Hannover (1771-1851) – konge af Hannover
- Prins August Frederik, hertug af Sussex (1773-1843)
- Adolph Fredrik (1774-1850)
- Maria (1776-1857) – gift med Vilhelm Fredrik, hertug af Gloucester (1776-1834)
- Sophia (1777-1848)
- Oktavius (1779-1783)
- Alfred (1780-1782)
- Amelia (1783-1810)